# Euthanasieproces
Het Euthanasieproces was een strafproces gevoerd voor het Gentse hof van assisen in 2020. Drie artsen stonden terecht na het uitvoeren van euthanasie op Tine Nys, een 38-jarige vrouw uit Sint-Niklaas met een zware depressie. Zij stierf op 27 april 2010 onder medische begeleiding nadat "uitzichtloos psychisch lijden" was vastgesteld. De volksjury oordeelde op 30 januari 2020 dat de beklaagden niet schuldig waren aan doodslag.

## Verloop
De beschuldigden waren Joris V.H., de arts die de euthanasie uitvoerde, Frank D.G., de huisarts van Tine Nys, en Lieve T., een psychiater uit Gent. Die laatsten hadden hun goedkeuring gegeven voor de euthanasie. De drie werden beschuldigd van doodslag met de verzwarende omstandigheid van vergiftiging, waardoor hun een levenslange gevangenisstraf dreigde. De Belgische euthanasiewet van 28 mei 2002 voorziet niet in bijzondere strafrechtelijke sancties bij niet-naleving van de materiële (inhoudelijke) of formele voorwaarden (procedurevoorschriften) ervan. Om die reden moet bij (vermeende) inbreuken worden teruggekoppeld naar de algemeen strafrechtrechtelijke bepalingen van het Strafwetboek, dat voorziet in levenslange opsluiting voor gifmoord. Het was in België de eerste keer dat artsen zich voor de rechtbank moesten verdedigen voor de uitvoering van een euthanasie.
Zoals altijd gebeurt na een overlijden door euthanasie, beoordeelde de Federale Controle- en Evaluatiecommissie Euthanasie (FCEE) of in het geval van Tine Nys aan alle voorwaarden voldaan was. De leden van de commissie beslisten unaniem bevestigend. In 2010, een half jaar na het overlijden van Tine Nys, dienden haar zussen echter een klacht in bij de onderzoeksrechter in Dendermonde. De procureur des Konings in Dendermonde voerde in 2015 aan dat de artsen niets verweten kon worden en de raadkamer besliste dat de artsen niet voor het vonnisgerecht zouden moeten komen. Na beroep van de familie van Tine Nys heropende de procureur-generaal de zaak. Hierop oordeelde de Gentse kamer van inbeschuldigingstelling dat er "voldoende aanwijzingen zijn dat de voorwaarden niet nageleefd werden". De zaak kwam hierdoor terecht bij het Gentse hof van assisen.
De familie van Tine Nys beweerde dat de voorwaarden van de Belgische euthanasiewet niet werden nageleefd. Euthanasie in geval van psychisch lijden is enkel mogelijk in het geval van een onbehandelbare aandoening. Volgens de familie was dat niet het geval en zouden er nog behandelingsmogelijkheden geweest zijn. Zo kreeg Tine Nys twee maanden voor haar dood nog een nieuwe diagnose: autisme. Hiervoor werd zij echter nooit behandeld. Het parket voerde aan dat er zes onregelmatigheden waren gebeurd op de wettelijke voorwaarden voor euthanasie. Op 31 januari 2020, na meer dan acht uren beraad, besliste de jury echter tot vrijspraak van de drie beschuldigden. In het geval van de uitvoerende arts Joris V.H. was dit gegrond op redelijke twijfel en oordeelde de jury dat het gevoerde onderzoek niet toeliet om "met de in de wet vereiste zekerheid vast te stellen of er op de door de wet vereiste voorwaarden en procedures inbreuken werden begaan".
Midden februari besliste de familie van Tine Nys om 'principieel', als burgerlijke partij, in cassatieberoep te gaan tegen de vrijspraak van het hof van assisen. Aangezien het Openbaar Ministerie geen cassatieberoep aantekende kunnen de vrijgesproken artsen niet meer strafrechtelijk tot een gevangenisstraf worden veroordeeld maar, bij een verbreking van het assisenarrest door het Hof van Cassatie, enkel nog tot 'burgerlijke' schadevergoeding door een andere rechtbank zonder jury.
Op 15 september 2020 verbrak het Hof van Cassatie effectief het arrest voor zover het de vrijspraak van Joris V.H. betrof. Het Hof oordeelde dat de vrijspraak onvoldoende gemotiveerd was. De zaak werd verwezen naar de rechtbank van eerste aanleg van Oost-Vlaanderen, waar drie rechters nu uitspraak zullen moeten doen over een eventuele burgerlijke schadevergoeding van Joris V.H. aan de familie Nys.

## Incident
Tijdens het proces veroorzaakte getuige Wim Distelmans, de Nederlandstalige co-voorzitter van de Federale Evaluatiecommissie Euthanasie, opschudding toen hij op vraag van advocaat Jef Vermassen, advocaat van de beschuldigde psychiater, verklaarde dat Fernand Keuleneer, advocaat van een van de burgerlijke partijen, in casu de zussen en broer van Tine Nys, als plaatsvervangend lid van de desbetreffende commissie, weliswaar zonder stemrecht, aanwezig was bij de beraadslaging en goedkeuring van haar euthanasieverzoek en dus voorkennis had van het medisch dossier. Hierop vroeg en verkreeg Walter Van Steenbrugge, advocaat van de uitvoerende LEIF-arts, van de stafhouder van de Gentse balie, dat Keuleneer zich uit de zaak moest terugtrekken omdat hij niet met de door de deontologie van de advocatuur vereiste onafhankelijkheid kon optreden. Zijn plaats werd overgenomen door zijn confrater Joris Van Cauter, de advocaat van de ouders van Tine Nys. Dat een advocaat zich tijdens een assisenproces dient terug te trekken na een beslissing van de stafhouder, is zeer uitzonderlijk in het Belgische strafprocesrecht.